# Lygodactylus rex
Lygodactylus rex (королівський карликовий гекон) — вид геконоподібних ящірок родини геконових (Gekkonidae). Мешкає в Малаві і Мозамбіку.

## Поширення і екологія
Королівські карликові гекони мешкають в гірському масиві Муландже на півдні Малаві та на горі Намулі в Мозамбіці. Вони живуть у вічнозелених і прибережних лісах та серед скель, на висоті від 825 до 995 м над рівнем моря, на горі Ліченья зустрічаються на висоті 1858 м над рівнем моря.

## Збереження
МСОП класифікує стан збереження цього виду як близький до загрозливого. Lygodactylus rex загрожує знищення природного середовища. 